# Mirosław Drzewiecki
Mirosław Michał Drzewiecki (ur. 8 lipca 1956 w Łodzi) – polski polityk i przedsiębiorca, poseł na Sejm w latach 1991–1993 i ponownie w latach 1997–2011 (I, III, IV, V i VI kadencji). w latach 2007–2009 minister sportu i turystyki.

## Życiorys

### Wykształcenie i działalność zawodowa
Absolwent IV Liceum Ogólnokształcącego im. Emilii Sczanieckiej w Łodzi. Ukończył studia magisterskie na Wydziale Prawa i Administracji Uniwersytetu Łódzkiego.
W 1989 założył szwalnię i spółkę produkującą tekstylia. Został właścicielem sieci restauracji, był też właścicielem lokali przy ul. Piotrkowskiej w Łodzi. W 1996 znalazł się na 77. pozycji listy 100 najbogatszych Polaków tygodnika „Wprost”.

### Działalność polityczna
Działał w Kongresie Liberalno-Demokratycznym i Unii Wolności, w 2001 przystąpił do Platformy Obywatelskiej. W styczniu 2006 został rzecznikiem w gabinecie cieni PO odpowiedzialnym za sport. Od czerwca 2003 do października 2009 pełnił funkcję skarbnika partii.
Był posłem I kadencji z ramienia KLD i III kadencji z ramienia UW, następnie IV i V kadencji z listy PO. W wyborach parlamentarnych w 2007 w okręgu łódzkim otrzymał 44 404 głosy, uzyskując po raz piąty mandat poselski.
16 listopada 2007 został powołany na urząd Ministra Sportu i Turystyki w pierwszym rządzie Donalda Tuska. 5 października 2009 podał się do dymisji w związku ze stenogramami ujawnionymi w sprawie tzw. afery hazardowej (prezydent Lech Kaczyński podpisał jego dymisję 13 października tego samego roku). W sprawie tej zeznawał przed komisją śledczą 28 stycznia 2010.
W 2011 nie ubiegał się o ponowny wybór do Sejmu.

## Życie prywatne
Syn Edwarda i Marii Drzewieckich. Jest żonaty (żona Janina), ma dwóch synów: Mateusza i Piotra. Szwagier działacza piłkarskiego Edwarda Potoka.